# Tanystylum orbiculare
Tanystylum orbiculare är en havsspindelart som beskrevs av Wilson, E.B. 1878. Tanystylum orbiculare ingår i släktet Tanystylum och familjen Ammotheidae. Inga underarter finns listade i Catalogue of Life.